# Old Brown Shoe
"Old Brown Shoe" é uma canção escrita por George Harrison, gravada e lançada pelos Beatles como Lado B de "The Ballad of John and Yoko" em 1969. Também foi incluída nos álbuns de compilação de canções dos Beatles Hey Jude, The Beatles 1967-1970 e Past Masters, Volume Two.

## A Canção
A melodia da canção surgiu a partir de acordes que George tocou ao piano e de que gostou, e a letra foi colocada mais tarde. Em suas próprias palavras, "Eu comecei a sequência de acordes no piano, que não toco de verdade...".
A letra é baseada na visão espiritual de George de que é necessário se libertar da ilusão da matéria e vencer a dualidade da dimensão terrestre. Nas palavras do autor, "...e então comecei a escrever ideias para a letra a partir de vários opostos... Mais uma vez, é a dualidade das coisas - sim-não, em cima-embaixo, esquerda-direita, certo-errado, etc.".

## Gravação
A fita demo de "Old Brown Shoe" foi gravada em fevereiro de 1969 nos estúdios Abbey Road, juntamente com "Something" (que seria lançada como single naquele mesmo ano) e "All Things Must Pass" (que foi a faixa-título de seu primeiro álbum solo lançado em 1970).
Na gravação final, realizada em abril daquele ano, George tocou baixo e órgão, além de fazer o vocal principal. John Lennon e Paul McCartney foram responsáveis pelo vocal de apoio. E Paul tocou a bateria nessa música pois Ringo Starr estava ausente.

## Créditos
- George Harrison - vocal, guitarra, baixo e órgão Hammond
- John Lennon - vocal de apoio
- Paul McCartney - vocal de apoio, Bateria e piano